# Arancón

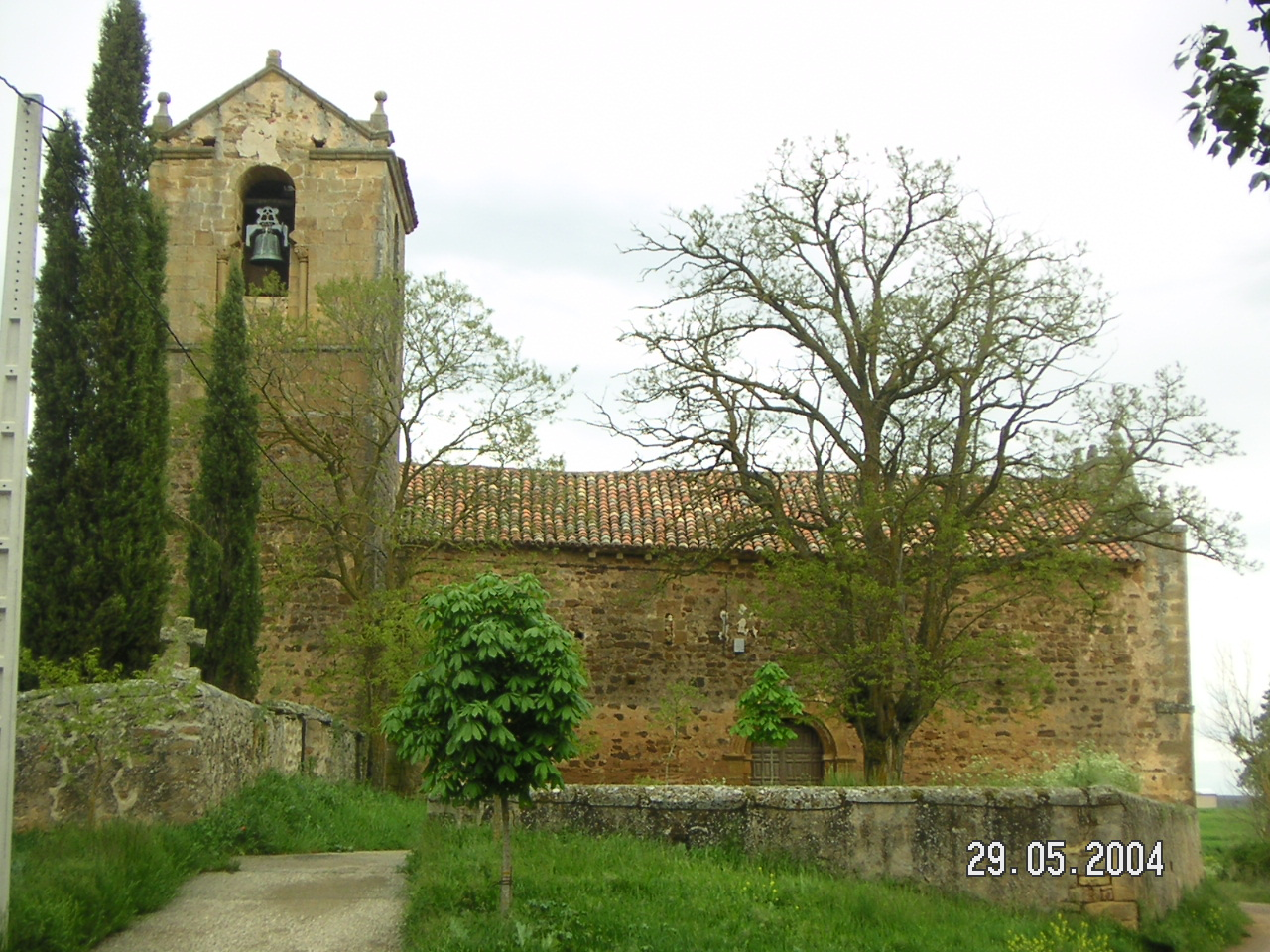

Arancón este un sat în sudul Provinciei Soria, în Spania. 
1. ↑  Nomenclátor Geográfico de Municipios y Entidades de Población (20240402 edition)